# Stenhøj (Stenløse)
Der Stenhøj ist eine megalithische Grabanlage der jungsteinzeitlichen Nordgruppe der Trichterbecherkultur im Kirchspiel Stenløse in der dänischen Kommune Egedal.

## Lage
Das Grab lag südwestlich von Stenløse auf einem Feld südwestlich des Hofs Lille Kildebækvej und östlich des Værebro Golfcenter. In der näheren Umgebung gibt bzw. gab es zahlreiche weitere megalithische Grabanlagen.

## Forschungsgeschichte
In den Jahren 1875 und 1942 führten Mitarbeiter des Dänischen Nationalmuseums Dokumentationen der Fundstelle durch. Eine weitere Dokumentation erfolgte 1982 durch Mitarbeiter der Forst- und Naturbehörde. 1985 musste die Anlage nach einer illegalen Grabung restauriert werden.

## Beschreibung
Die Anlage besitzt eine annähernd runde Hügelschüttung mit einem Durchmesser zwischen 22 m und 23 m und einer Höhe von 2,7 m. Eine steinerne Umfassung ist nicht erkennbar. Der Hügel bestand aus Erde, die mit Feuerstein und Steinen durchsetzt war. Unterhalb des Decksteins wurden Brandschichten festgestellt, die sich in Form von grauschwarzer Erde, gebranntem Feuerstein und geborstenen Steinen abzeichneten.
Der Hügel enthält eine Grabkammer, die als Ganggrab anzusprechen ist. Ihre genaue Form konnte erst 1985 im Zuge der Restaurierung ermittelt werden. Sie ist nord-südlich orientiert und hat einen ovalen Grundriss. Sie hat eine Länge von etwa 4 m und eine Breite von etwa 2 m. Es sind mindestens drei Wandsteine an der westlichen und zwei an der östlichen Langseite sowie zwei an der nördlichen Schmalseite erhalten. Von den ursprünglich wohl drei Decksteinen ist nur der mittlere erhalten. Er hat eine Länge von 2,4 m, eine Breite von 1,6 m und eine Höhe von 1,2 m. Er liegt im Westen direkt auf den Wandsteinen auf, im Osten hingegen auf einem Überliegerstein, der die Lücke zwischen den dortigen Wandsteinen überspannt. Der Deckstein ragt als einziger Teil der Kammer aus der Hügelschüttung heraus.
An der Ostseite befindet sich der Zugang zur Kammer. Ihm ist ein ost-westlich orientierter Gang vorgelagert, von dem mindestens zwei Decksteine erhalten sind.